# 우애
우애 또는 형제애(영어: Fraternity, 프랑스어: Fraternité)는 일반적으로 형제자매 사이에 존재하는 감정적이고 도덕적인 유대를 의미한다.
확장된 의미로, 이 개념은 연대감과 우정을 나타내는 데 사용되며, 특정 그룹 내에서 형성된 유대를 가리키기도 한다. 예를 들어, 같은 목적을 위해 싸우는 사람들 사이의 우애, 전우 간의 전우애, 그리고 스카우트, 프리메이슨, 수도원 공동체 또는 스포츠팀 내의 우정과 같은 형태로 나타날 수 있다.
가장 넓은 의미에서는 보편적 형제애는 모든 인간이 형제처럼 행동해야 한다는 생각을 담고 있다. 이는 기독교, 세계주의, 국제주의와 같은 이상에서 드러나며, 인간의 연대와 존중을 강조한다. 프랑스 공화국의 표어인 자유, 평등, 우애도 이러한 의미를 포함하고 있다.
우애는 여러 개인 사이의 통합 상태를 의미하며, 자아를 넘어서는 감정이다. 이는 여러 개인이 하나의 "우리"로 결합하는 과정을 반영하며, 그 기반에는 인간 개개인의 존중과 결합된 의지가 있다. 개인은 도덕적 의무를 실천함으로써 우애의 가치를 경험할 수 있고, "개인을 위한 집단"은 "집단을 위한 개인"이라는 결과로 이어질 수 있다.